# Cavillatrix intermedia
Cavillatrix intermedia là một loài ruồi trong họ Tachinidae.